# Amblyomma nodosum
Amblyomma nodosum é uma espécie de carrapato, encontrado no pelo do tamanduá-bandeira. Essa espécie parece especialista em parasitar tamanduás, sendo encontrada também no tamanduá-mirim.